# Ókori illír királyság

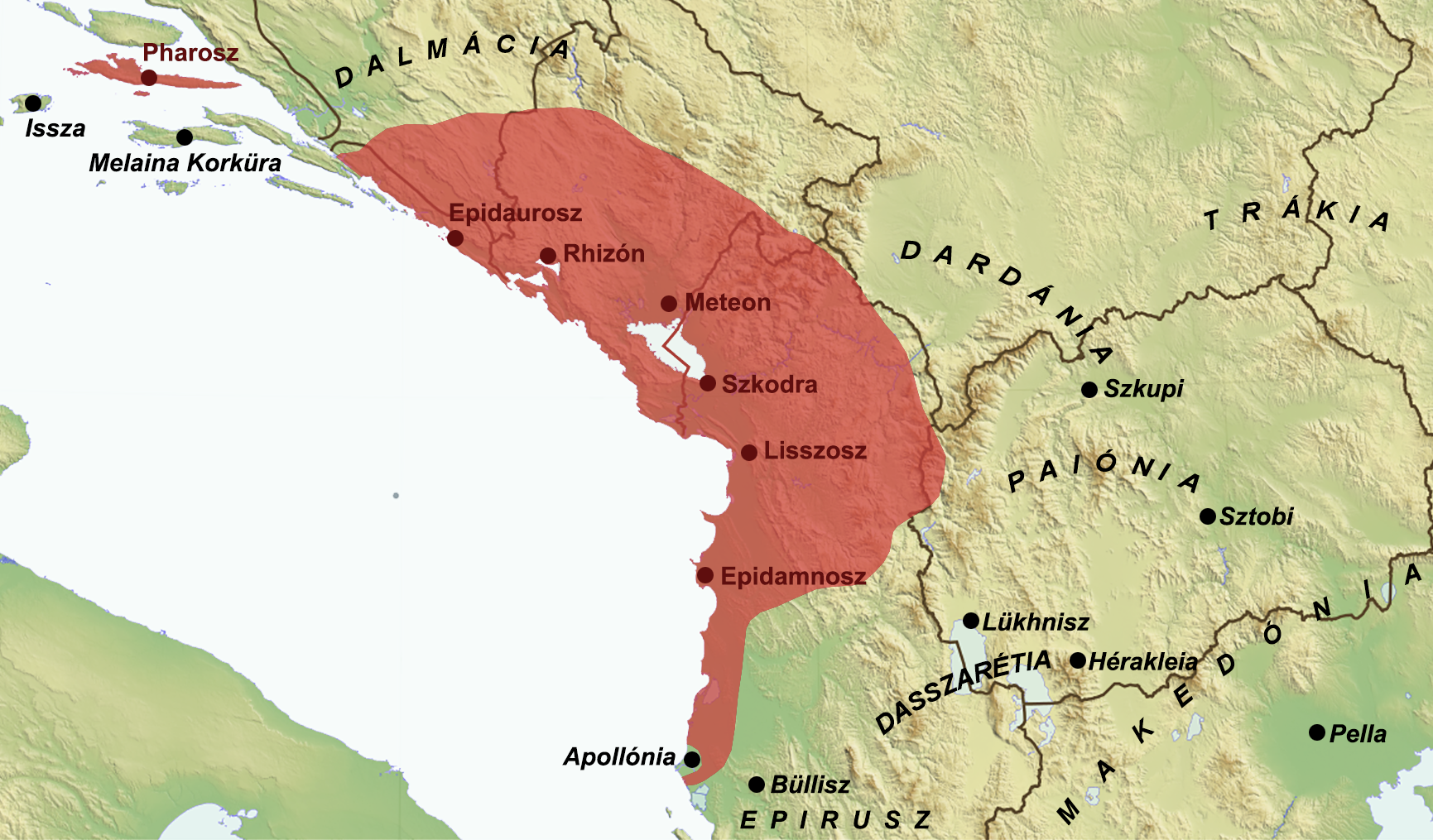
Az Illír Királyság feltételezett területe és főbb települései Agrón uralkodásának végén, (a mai országhatárok jelölésével)

Az Illír Királyság az ókorban a Balkán-félsziget nyugati részén létezett ország neve, amely illír törzsek szövetségét képviselte.

## Történelme
Az i. e. 5–2. században a mai Észak-Albánia és Montenegró területén állt fenn az Illír Királyság, amelyet az egykori görög forrásokból is ismerünk. Első ismert uralkodója, Bardülisz feltehetően az enkhele törzsből származott, utódai az egymással vetélkedő délillír törzsekből kerültek ki. A bizonytalan származású, i. e. 356-tól uralkodó Pleuratoszt i. e. 335-ben a taulant Glaukiasz követte a trónon. Glaukiasz Dasszarétia királyával, Kleitosszal szövetkezett, de a pélioni csatában alulmaradt Nagy Sándorral szemben. A dardán területeket Makedónia bekebelezte, így az Illír Királyság fő hatalmi gócpontja a Glaukiasz kezén lévő partvidék lett. Kasszandrosz makedón király i. e. 314-ben Glaukiasz királyságára támadt, elfoglalta az illír területek nagy részét, köztük Epidamnoszt és Apollóniát. Két évvel később azonban kerkürai segítséggel az illírek visszahódították területeiket. Glaukiasz i. e. 302-ben bekövetkezett halálát követően a taulantok helyét más törzsek vették át az Illír Királyság feletti uralomban, a taulantok szállásterületének nagy részét pedig I. Pürrhosz épeiroszi király hódította meg.
Az i. e. 3. század közepétől a feltételezhetően ardiata származású II. Pleuratosz, Agrón és utódaik irányították a királyságot, amely ekkor a mai Északnyugat-Albánia, Nyugat-Montenegró és Dél-Dalmácia területét foglalta magában. Az i. e. 3. századtól az illíreknek új ellenséggel, a felemelkedő, balkáni hídfőállásait kiépítő Rómával kellett szembenézniük. Agrón király özvegye, Teuta királyné követeiket is megölette. Ez idézte elő az első római–illír háborút, melyben Gnaeus Fulvius Centumalus és Lucius Postumius Albinus visszaállították Róma tekintélyét és Teuta királynét súlyos békefeltételek elfogadására kényszerítették (állandó hadisarc, a partvidék és Kerküra szigetének átengedése). A Róma elleni háborúk sorában az utolsó, az i. e. 168-as harmadik római–illír háborúban Róma legyőzte Genthiosz illír királyt, ezzel a királyság egykori területe római fennhatóság alá került. Genthiosz száműzött királyként halt meg Iguviumban.
A királyság fontos városai történetének korai, i. e. 4. századi szakaszában Pélion, Lükhnisz és Eugenum voltak, majd az i. e. 3. században nyugatra, az Adriai-tenger partvidékére tolódott királyság fő hatalmi centruma Lisszosz, Szkodra, Meteon, Rhizón és Ulkinion városai körül összpontosult. Időről időre a királyság fennhatósága kiterjedt a dél-illíriai Albanopolisz városára, Epidamnosz és Amantia poliszaira, valamint északon Pharosz szigetére.